# ENEOSプレゼンツ あさナビ
『ENEOSプレゼンツ あさナビ』（エネオスプレゼンツ あさナビ）は、ニッポン放送の制作で2014年3月31日から平日朝に放送されているトーク番組である。
2023年9月までNRN系、及び沖縄県はJRN系シングルネットのRBCiラジオの全国ネットで放送されていたが、同年秋改編より『黒木瞳のあさナビ』（くろきひとみのあさナビ）にタイトルを変更するとともに、RBCiラジオはじめ一部の地方局がネットを取りやめている。

## 概要
2014年3月31日、JXホールディングス傘下のJX日鉱日石エネルギー（現・ENEOSホールディングス傘下の石油会社「ENEOS」）一社提供のミニ番組として放送開始。女優である黒木瞳をナビゲーターに、毎週1人のスペシャリスト・プロフェッショナルをゲストに迎え、そのゲストの人柄やプロとしての心得、1日の仕事の活力になる話題や知識見聞を広める話題を提供するトーク番組である。
ニッポン放送での開始日の放送分では、ノンスポンサー状態でスタートしたが、一部ネット局は翌4月1日放送分より前述であるスポンサードの元、放送開始された。ゲストとのトーク部分がテキスト記事としてニッポン放送の総合サイトWebサイト「しゃベル」で配信している。ニッポン放送制作のNRN系列同社提供として、『清水ミチコのミッチャン・インポッシブル』 から実質的な枠移動となる。
黒木がゲストと対談する番組であるが、開始初期は高嶋ひでたけやニッポン放送のアナウンサー(箱崎みどり、増山さやか、飯田浩司など)がインタビューを担当することが多かった。その場合、黒木は挨拶とインタビュー放送後にわずかな感想を述べるだけとなる。このケースは段階的に減っていき、行われなくなった。
2016年3月25日、多くの局で一度ネット打ち切りとなった後に2019年4月1日よりネットを再開。2023年9月29日をもってENEOSがスポンサーから降板し『黒木瞳のあさナビ』に改題、再び半数近くの局で放送を終了。制作局のニッポン放送では10月2日よりケーダッシュセカンド、ルチアがスポンサーとなり、2分繰り上げられ6:41 - 6:48となる。
黒木の体調不良により、2024年8月5日の放送から当面、番組を休み、代打として飯田浩司（ニッポン放送における内包番組「飯田浩司のOK! Cozy up!」MC）が担当する。

## 出演者

### ナビゲーター
- 黒木瞳（女優）

## 放送時間・ネット局
2019年4月以降のネット受けの放送枠はおおむね6-7分であるが、2019年3月以前は一定ではなく、5-10分と幅がある。7分未満のネット局はステブレレスで次のコーナーに移動し、かつトーク内容が一部カットされる。また、8分以上の局は残り時間をCMでつなぐ。ネット局の多くは内包扱いである。

### 2023年9月29日まで
放送時間の早い順から記載。備考欄の※印の放送局は2016年3月25日をもってネット打ち切りとなったが、すべて2019年4月1日よりネットを再開している。
| 放送対象地域   | 放送局                        | 放送時間    | 備考                                                                                     |
| -------------- | ----------------------------- | ----------- | ---------------------------------------------------------------------------------------- |
| 近畿広域圏     | MBSラジオ                     | 5:50 - 6:00 | ※                                                                                        |
| 福岡県         | 九州朝日放送（KBCラジオ）     | 6:00 - 6:07 | ※                                                                                        |
| 新潟県         | 新潟放送（BSN）               | 6:29 - 6:36 |                                                                                          |
| 徳島県         | 四国放送（JRT）               | 6:30 - 6:37 | [ 注 9 ]                                                                                 |
| 静岡県         | 静岡放送（SBS）               | 6:30 - 6:37 |                                                                                          |
| 宮崎県         | 宮崎放送（MRT）               | 6:30 - 6:37 |                                                                                          |
| 福島県         | ラジオ福島（rfc）             | 6:35 - 6:42 | ※                                                                                        |
| 沖縄県         | 琉球放送（RBCiラジオ）        | 6:36 - 6:43 | ※                                                                                        |
| 香川県         | 西日本放送（RNC）             | 6:36 - 6:43 |                                                                                          |
| 北海道         | STVラジオ                     | 6:39 - 6:46 | 『北海道ライブ あさミミ!』内                                                             |
| 中京広域園     | 東海ラジオ（TOKAI RADIO)      | 6:39 - 6:46 |                                                                                          |
| 山梨県         | 山梨放送（YBS）               |             | [ 注 12 ]                                                                                |
| 青森県         | 青森放送（RAB)                | 6:40 - 6:47 |                                                                                          |
| 関東広域圏     | ニッポン放送（LF）            | 6:41 - 6:47 | 制作局 『飯田浩司のOK! Cozy up!』内                                                      |
| 広島県         | 中国放送（RCC）               |             | 『本名正憲のおはようラジオ』内                                                           |
| 山口県         | 山口放送（KRY）               | 6:45 - 6:52 | ※                                                                                        |
| 和歌山県       | 和歌山放送（WBS）             | 6:47 - 6:54 | 『グッデイ!』内                                                                          |
| 高知県         | 高知放送（RKC）               | 6:47 - 6:55 | [ 注 15 ]                                                                                |
| 熊本県         | 熊本放送（RKK）               | 6:47 - 6:54 | 『奥田圭のさんさんラジオ』内                                                             |
| 福井県         | 福井放送（FBC）               | 6:50 - 6:57 |                                                                                          |
| 岩手県         | IBC岩手放送                   | 6:52 - 6:59 |                                                                                          |
| 長崎県・佐賀県 | 長崎放送（NBC） NBCラジオ佐賀 | 6:52 - 6:59 |                                                                                          |
| 富山県         | 北日本放送（KNB）             | 6:53 - 6:59 |                                                                                          |
| 島根県・鳥取県 | 山陰放送（BSS）               | 6:53 -7:00  |                                                                                          |
| 秋田県         | 秋田放送（ABS）               | 7:00 - 7:07 |                                                                                          |
| 石川県         | 北陸放送（MRO）               | 7:00 - 7:10 | ※                                                                                        |
| 大分県         | 大分放送（OBS）               | 7:03 - 7:10 | 『情熱ライブ!Voice』内                                                                   |
| 宮城県         | 東北放送（TBC）               | 7:15 - 7:22 | 『Goodモーニング松尾です』（月-水） 『Goodモーニング守屋です』（木・金）内※              |
| 岡山県         | RSK山陽放送                   | 7:30- 7:37  | 『天神ワイド朝』内 ※                                                                     |
| 愛媛県         | 南海放送（RNB）               | 8:20 - 8:27 | 『山下泰則のモーニングディライト（月 - 木）』 『江刺伯洋のモーニングディライト（金）』内 |
| 長野県         | 信越放送（SBC）               | 8:40 - 8:47 | ※                                                                                        |
| 山形県         | 山形放送（YBC）               | 8:50 - 8:57 | ※                                                                                        |
| 鹿児島県       | 南日本放送（MBC）             | 9:43 - 9:49 |                                                                                          |

### 2023年10月2日以降
放送時間の早い順から記載。
| 放送対象地域 | 放送局             | 放送時間    | スポンサー                  | 備考                                |
| ------------ | ------------------ | ----------- | --------------------------- | ----------------------------------- |
| 青森県       | 青森放送（RAB)     | 6:30 - 6:37 | （なし）                    | [ 注 20 ]                           |
| 静岡県       | 静岡放送（SBS）    | 6:30 - 6:40 | （なし）                    |                                     |
| 宮崎県       | 宮崎放送（MRT）    | 6:30 - 6:40 | （なし）                    |                                     |
| 香川県       | 西日本放送（RNC）  | 6:36 - 6:45 | （なし）                    |                                     |
| 山梨県       | 山梨放送（YBS）    | 6:39 - 6:49 | （なし）                    | [ 注 21 ]                           |
| 関東広域圏   | ニッポン放送（LF） | 6:41 - 6:47 | ルチア ケーダッシュセカンド | 制作局 『飯田浩司のOK! Cozy up!』内 |
| 広島県       | 中国放送（RCC）    | 6:44 - 6:51 |                             | 『本名正憲のおはようラジオ』内      |
| 高知県       | 高知放送（RKC）    | 6:47 - 6:55 |                             | [ 注 23 ]                           |
| 福井県       | 福井放送（FBC）    | 6:50 - 7:00 |                             |                                     |
| 秋田県       | 秋田放送（ABS）    | 7:00 - 7:10 |                             |                                     |
| 石川県       | 北陸放送（MRO）    | 7:00 - 7:10 |                             | [ 注 24 ]                           |
| 山口県       | 山口放送（KRY）    | 7:50 - 8:00 |                             | [ 注 25 ]                           |
| 長野県       | 信越放送（SBC）    | 8:40 - 8:50 |                             |                                     |

## BGM
ゲストトーク終了時
デイヴィッド・ベノワ『Something You Said』